# شهرداری کولکاپیرهوآ
شهرداری کولکاپیرهوآ (به اسپانیایی: Colcapirhua Municipality) یک شهرداری در بولیوی است که در استان کوئیلاکولو واقع شده‌است. شهرداری کولکاپیرهوآ ۴۱٬۹۸۰ نفر جمعیت دارد.